# Nuit d'or
Pour plus de détails, voir Fiche technique et Distribution.
Nuit d'or est un film français réalisé par Serge Moati et sorti en 1976.

## Synopsis
Un homme que l'on croyait mort revient pour se venger de ceux qui ont voulu le faire disparaître. Ainsi il va traquer sa famille en se signalant à eux par des indices inquiétants.

## Fiche technique
- Réalisation : Serge Moati
- Scénario : Françoise Verny
- Photographie : André Neau
- Montage :  Jacqueline Tarrit
- Musique :  Pierre Jansen
- Son : Jean-Pierre Atlan
- Décors :  Georges Lévy
- Costumes : Pierre Cadot
- Producteur exécutif : Philippe Dussart
- Sociétés de production : FR3, EuroFrance Films, Maran Films (Munich), SFP Cinéma, UGC
- Distribution : Union Générale Cinématographique (UGC)
- Pays de production :  France,  Allemagne de l'Ouest
- Genre : drame, policier
- Durée : 78 minutes
- Dates de sortie : 
  - France : octobre 1976
- Affiche : René Ferracci (France)

## Distribution
- Klaus Kinski : Michel Fournier
- Maurice Ronet : Henri, dit Nuit d'or
- Bernard Blier : le commissaire Pidoux
- Charles Vanel : Charles, le père
- Anny Duperey : Andrée
- Marie Dubois : Véronique
- Catherine Arditi : Marie
- Raymond Bussières : Charon
- Jean-Luc Bideau : Henri
- Jean-Pierre Sentier : l'indicateur
- Valérie Pascal : Catherine
- Elisabeth Flickenschildt : la mère
- Fernand Guiot : L'homme du restaurant
- Martine de Breteuil : la femme sur le banc public
- Michèle Simonnet
- Catherine Therouenne
- Robert Bury
- Herta Gaupmann